# تورستن رالف
تورستن رالف (بالسويدية: Torsten Ralf)‏ هو مغني أوبرا سويدي، ولد في 2 يناير 1901 في Malmö Sankt Pauli ‏ في السويد، وتوفي في 27 أبريل 1954 في Engelbrekt Parish ‏ في السويد.